# André Vercruysse
André Vercruysse (n. 5 februarie 1895 – d. 27 iulie 1968) a fost un ciclist belgian, medaliat olimpic. A participat la o ediție a Jocurilor Olimpice (1920) în care a câștigat o medalie de bronz.

## Participări
Lista de mai jos prezintă principalele competiții la care a participat André Vercruysse de-a lungul carierei.
- cyclisme aux Jeux olympiques d'été de 1920 – course sur route par équipe hommes[*]